# Velddrif

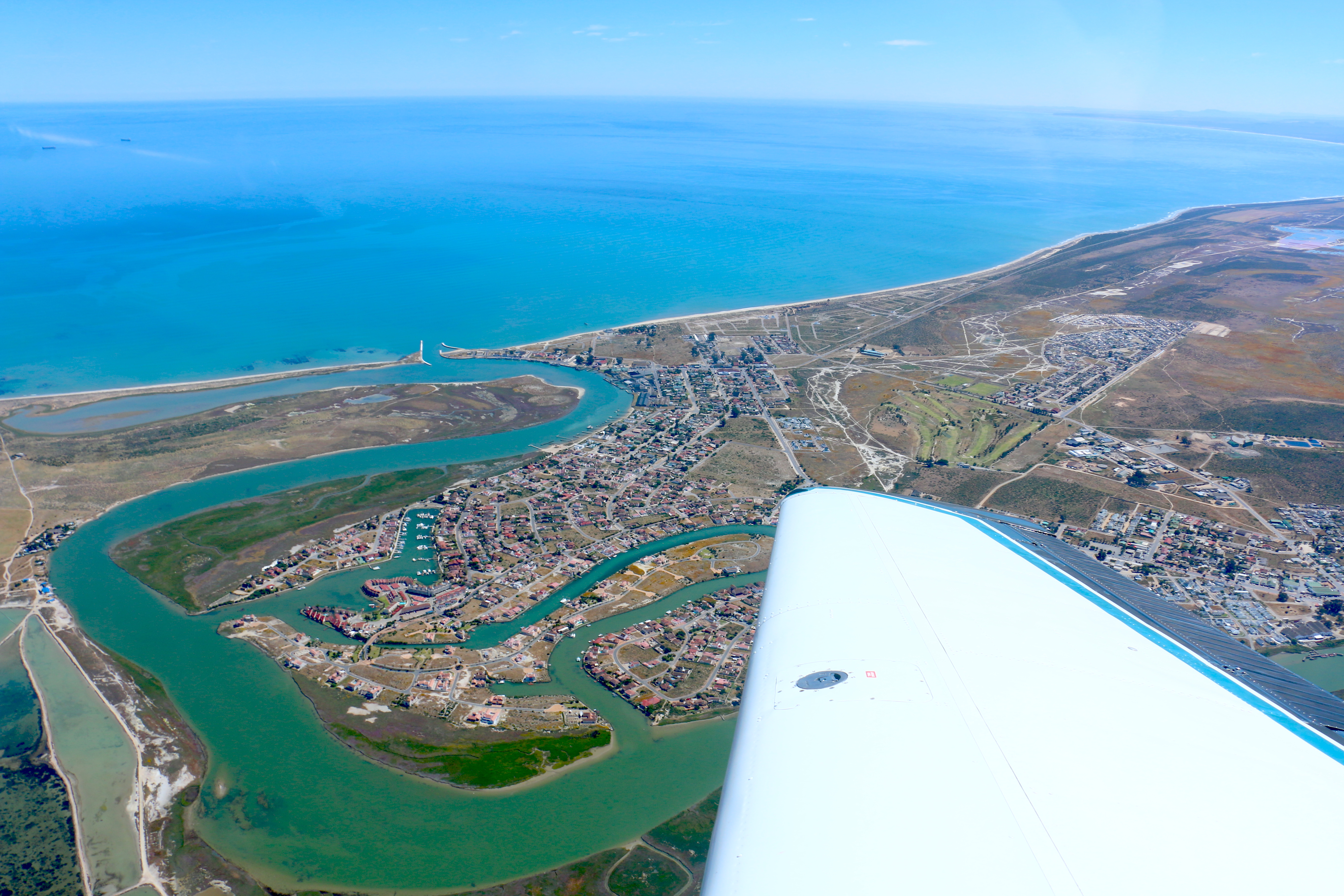
Velddrif aus der Vogelperspektive (Bild vom Oktober 2016)

Velddrif ist eine Kleinstadt in der Gemeinde Bergrivier, Distrikt West Coast, Provinz Westkap in Südafrika. Sie liegt etwa 160 Kilometer nördlich von Kapstadt, rund zwei Kilometer vor der Mündung des Flusses Berg River in den Atlantik. 2011 hatte die Stadt 11.017 Einwohner.
Der Name Velddrif entstand, als ein Landwirt, Theunis Smit, sein Vieh auf einem Landstück (afrikaans: veld) beidseitig des Flusses Berg River weiden ließ und die Tiere über eine Furt (afrikaans: drif) von der einen zur anderen Seite wechselten. 1899 wurde dort eine handbetriebene Fähre errichtet.
Durch die Ansiedlung einer Konservenfabrik Anfang des 20. Jahrhunderts entwickelte sich dort eine Ansiedlung, die 1946 offiziell erwähnt wurde und 1960 den Stadtstatus erhielt.
Die Haupteinnahmequellen der Stadt sind:
- Fischerei
- Salinen (Khoisan Natural Salt)
- Tourismus

## Sehenswürdigkeiten
- Bekannt ist die Stadt als Zielpunkt des jährlich im Juli durchgeführten Berg River Kanu Marathon, der in Paarl startet und nach vier Tagen und 208 Kilometern in Port Owen endet, dem Hafen von Velddrif.
- Das Rocherpan Nature Reserve liegt 25 Kilometer nördlich von Velddrif.

## Persönlichkeiten
- Leandra Smeda (* 1989), Fußballspielerin